# Diaparsis ussuriensis
Diaparsis ussuriensis är en stekelart som beskrevs av Andrey Ivanovich Khalaim 2002. Diaparsis ussuriensis ingår i släktet Diaparsis och familjen brokparasitsteklar. Inga underarter finns listade i Catalogue of Life.